# Kerstin Godenrath
Kerstin Godenrath (* 1979 in Weißenfels) ist eine deutsche Politikerin (CDU). Sie ist seit 2021 Abgeordnete im Landtag von Sachsen-Anhalt.

## Leben
Kerstin Godenrath absolvierte zunächst ab 1995 eine Ausbildung bei der Stadt Halle (Saale) zur Kauffrau für Bürokommunikation und studierte später berufsbegleitend Betriebswirtschaftslehre mit Abschluss als Master of Arts. Sie leitete bis zu ihrem Einzug in den Landtag von Sachsen-Anhalt eine Abteilung der Stadtverwaltung.

## Partei und Politik
Godenrath gehört der CDU seit 2010 an. Sie ist seit 2016 stellvertretende Kreisvorsitzende der Hallenser CDU und war von 2019 bis 2022 Vorsitzende der dortigen Frauen-Union. 
2019 kandidierte sie auf Platz 2 der CDU-Landesliste Sachsen-Anhalt zur Europawahl, über die jedoch nur ein Abgeordneter (Sven Schulze) ins Europäische Parlament einzog. Bei der Landtagswahl in Sachsen-Anhalt 2021 erhielt sie ein Direktmandat im Wahlkreis Halle III. Als Sven Schulze nach der Landtagswahl zum Minister für Wirtschaft, Tourismus, Landwirtschaft und Forsten des Landes Sachsen-Anhalt berufen wurde und aus dem Europäischen Parlament ausschied, hätte sie für ihn nachrücken können, verzichtete jedoch zugunsten von Karolin Braunsberger-Reinhold.
Im September 2024 wurde Godenrath von der CDU Halle als Kandidatin für die Oberbürgermeisterwahl der Stadt Halle (Saale) im Februar 2025 nominiert. Da sie im ersten Wahlgang mit 15,1 % nur den dritten Platz erreichte, kam sie nicht mehr in die Stichwahl.